# Danh sách sân bay ở Transnistria
Đây là danh sách các sân bay ở Transnistria, được sắp xếp theo vị trí.

## Sân bay
Hiện tại, tất cả các sân bay ở Transnistria đều không có bất kỳ hoạt động khai thác thương mại nào.
| Địa điểm         | Mã ICAO | MãIATA | Tên sân bay      | Tọa độ | Tình trạng        |
| ---------------- | ------- | ------ | ---------------- | ------ | ----------------- |
| Camenca          | LUCM    |        | Sân bay Camenca  |        | Không hoạt động   |
| Tighina (Bender) | LUTG    |        | Sân bay Tighina  |        | Không hoạt động   |
| Tiraspol         | LUTR    |        | Sân bay Tiraspol |        | Hoạt động hạn chế |

## Liên quan
- "ICAO Location Indicators by State" (PDF). International Civil Aviation Organization. ngày 17 tháng 9 năm 2010. Bản gốc (PDF) lưu trữ ngày 25 tháng 3 năm 2019. Truy cập ngày 10 tháng 10 năm 2021.
- "IATA Airline and Airport Code Search". International Air Transport Association.
- "UN Location Codes: Moldova". UN/LOCODE 2012-1. UNECE. ngày 14 tháng 9 năm 2012. – kèm mã IATA.
- "Airports in Moldova". Great Circle Mapper. – kèm mã IATA, ICAO và liên quan.